# Damita Jo DeBlanc
Damita Jo DeBlanc (Austin, Texas, Estados Unidos em 05 de Agosto de 1930 - Baltimore, Maryland em 25 de Dezembro de 1998) conhecida como Damita Jo, foi uma atriz, comediante, e Lounge music performista estadunidense.

## Carreira
Nasceu em Austin, Texas, foi vocalista destaque em gravações de Steve Gibson e os Red Caps durante a década de 1950. Mais tarde, ela se casou com Gibson, mas eles se separaram profissionalmente e pessoalmente em 1959.
Creditado como simplesmente Damita Jo, DeBlanc teve algum sucesso nas paradas na década de 1960, com duas músicas respostas em 1960 com "I'll Save the Last Dance for You" (uma resposta a "Save the Last Dance for Me") e em 1961 com "I'll Be There" (uma resposta a "Stand By Me"). Ambas as canções foram originalmente cantadas por Ben E. King e ficou em 20º top em R&B e "I'll Be There" alcançou 12º na paradas Pop. Em 1962 ela gravou "Dance With a Dolly (With a Hole in her Stocking)" anteriormente que ficou famosa por The Andrews Sisters e Bill Haley, pela Mercury Records. Em 1966, ela teve um hit com um cover da música de Jacques Brel "If You Go Away".
Ela trabalhou com Ray Charles, Count Basie e Lionel Hampton. E, em 1963, ela lançou uma gravação pela Mercury Records com Billy Eckstine e Bobby Tucker Orchestra.
Damita Jo foi mais tarde envolvido na comédia e excursionou com Redd Foxx.

## Morte
Em 1998, ela sofreu uma doença respiratória e morreu no dia de Natal em Baltimore, Maryland.

## Discography
- 1953: (Oh Jenny) The Window Walk co-written by Julius Dixson and Beverly Ross - 1953 RCA Victor 47-5328
- 1961: I'll Save the Last Dance for You (Mercury)
- 1961: The Big Fifteen (Paramount)
- 1962: Damita Jo at the Diplomat [live] (Mercury)
- 1962: "Dance With a Dolly (With a Hole in her Stocking)" (Mercury)
- 1962: Sing a Country Song (Mercury)
- 1963: "Yaba-Daba-Doo" / "Almost Persuaded" Duet with Brook Benton (Mercury 72196)
- 1963: "Stop Foolin'" / "Baby You've Got it Made" Duet with Brook Benton (Mercury 72207)
- 1965: This Is Damita Jo
- 1965: Go Go with Damita Jo ([RCA Camden Records | CAL 900])
- 1965: Damita Jo Sings (Vee-Jay)
- 1965: If You Go Away  (Epic)
- 1965: Midnight Session (Live at Basin Street East)
- 1968: Miss Damita Jo (Ranwood Records)

### Filmografia
- 2009: Damita Jo: The Lady is a Tramp (Arkadia Jazz DVD)[4]